# Belulic Leten
Belulic Leten (Belulik Leten) ist ein osttimoresischer Ort und Suco im Verwaltungsamt Fatumean (Gemeinde Cova Lima). Der Name Lulic bedeutet in der Landessprache Tetum so viel wie „heilig“ oder „tabu“, Be bedeutet „Wasser“, der Ortsname also „heiliges Wasser“. Leten bedeutet „Ober-“. „Unter-Belulic“ (Belulic Craic) ist ein Ort und Aldeia im Suco.

## Geographie
Der Suco liegt im Westen des Verwaltungsamts Fatumean. Nordöstlich liegt der ebenfalls zu Fatumean gehörende Suco Fatumea, südlich der Suco Nanu. Im Westen grenzt Belulic Leten an das indonesische Westtimor. Die Nordgrenze bildet der Fluss Merak. In ihn mündet auch der im Suco entspringende Fluss Metak.
Bis 2003 bestand Belulik Leten aus dem südwestlichsten Teil von Fatumean. Dann wurde ihm der Suco Belulic Craic angegliedert, der die heutigen nördlichen Gebiete mitbrachte. Belulic Leten hatte nun eine Fläche von 60,69 km², doch bei der Gebietsreform 2015 musste es ein kleineres Territorium an Fatumea und seinen gesamten Süden an Nanu abgeben. Heute hat Belulic Leten eine Fläche von 40,66 km².
Im Suco befinden sich die vier Aldeias Baleo Quic (Baleo Ki'ik), Belulic Craic, Clau Halec und Mane Quic (Maneki'ik).
Zwar führt die Überlandstraße von Fatumea nach Tilomar durch den Osten des Sucos, doch mussten für die Parlamentswahlen in Osttimor 2007 die Wahlurnen per Hubschrauber zum Wahllokal in der Grundschule in Belulic Leten gebracht und dort abgeholt werden. An der Überlandstraße liegen (von Nord nach Süd) die Dörfer Kunsabibi, Takasana, Clau Halec (Klua Harek) und Bibitali. Im Nordosten befinden sich die Orte Belulic Craic (Belulik Kraik, Unter-Belulic) und We Bua. Westlich der Überlandstraße liegen die Dörfer Belulic Leten und Mane Quic (Manekiik), östlich der Ort Sabaama.
Der Ort Belulic Leten liegt im Zentrum des Sucos in einer Meereshöhe von 852 m. Im Ort gibt es eine Grundschule (Escola Primaria Belulik Leten), eine vorbereitende Schule für die Sekundärstufe, ein kommunales Gesundheitszentrum und einen Hubschrauberlandeplatz für Notfälle.

## Einwohner

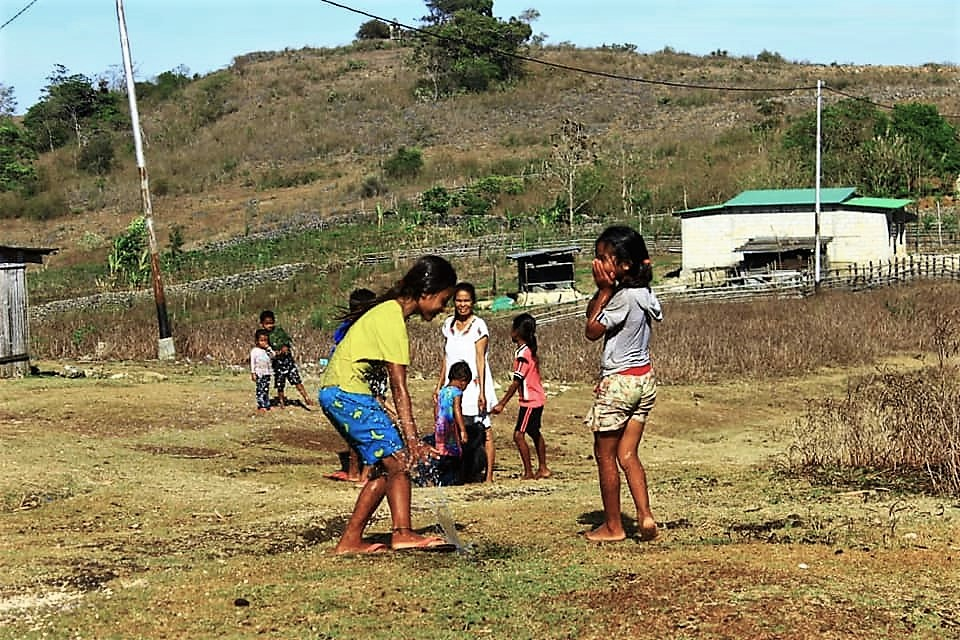
Kinder in Belulic Leten

In Belulic Leten leben 1.998 Einwohner (2022), davon sind 1.035 Männer und 963 Frauen. Im Suco gibt es 421 Haushalte. Fast alle Einwohner geben Tetum Terik als ihre Muttersprache an. Kleine Minderheiten sprechen Tetum Prasa oder Galoli.

## Geschichte
Im Umfeld des Unabhängigkeitsreferendums in Osttimor 1999 kam es auch in Belulic Leten zu Gewalt und Menschenrechtsverletzungen. So wurden einzelne Personen von der pro-indonesischen Miliz Laksaur verschleppt.
Ende Februar entdeckte man sechs mit Corona infizierte Personen in Clau Halec, woraufhin den Bewohnern verboten wurde, die Aldeia zu verlassen. Die Infizierten wurden in das Isolationszentrum in Dili gebracht. Es war der Beginn der ersten Welle der COVID-19-Pandemie in Osttimor. Bisher hatte das Land sich vor der Krankheit isolieren können.

## Politik
Bei den Wahlen von 2004/2005 wurde Anitus Ferreira Vicente zum Chefe de Suco gewählt und 2009 in seinem Amt bestätigt. Bei den Wahlen 2016 gewann Quintino José Amaral.